# Stanisław Wilkoszewski
Stanisław Wilkoszewski (ur. 16 listopada 1882 w Rudzie Pabianickiej, zm. 18 lipca 1955 w Przybyszewie) – polski duchowny rzymskokatolicki, kanonik.

## Życiorys
Absolwent Warszawskiego Seminarium Metropolitalnego. Otrzymał sakrament święceń 21 maja 1905 w kościele św. Krzyża w Warszawie. Od września 1914 do końca życia pełnił funkcję proboszcza parafii pod wezwaniem Św. Apostołów Piotra i Pawła w Przybyszewie. Był działaczem społecznym. oświatowym, gospodarczym, w tym w ramach Akcji Katolickiej w II RP i Narodowej Demokracji w powiecie grójeckim. W okresie II RP został prezesem Straży Ochotniczej w Dębnowoli. W 1922 wraz z ks. Marcelim Nowakowskim założył Żeńską Szkołę Ogrodniczo-Rolniczą.
30 maja 1930 otrzymał tytuł kanonika.
Podczas II wojny światowej ksiądz Wilkoszewski był duchowym przywódcą żołnierzy NOW.
Zmarł 18 lipca 1955. Został pochowany na cmentarzu parafialnym w Przybyszewie.

## Ordery i odznaczenia
- Krzyż Kawalerski Orderu Odrodzenia Polski – 2 maja 1923 „za zasługi, położone dla Rzeczypospolitej Polskiej na polu pracy społecznej”[5][6]